# Fernando Flores García
Fernando Flores García (Veracruz, Veracruz, 10 de junio de 1924 - Cancún, Quintana Roo, 9 de enero de 2011) fue un abogado, investigador, catedrático y académico mexicano.

## Estudios y docencia
Realizó sus estudios de licenciatura en la Facultad de Derecho de la Universidad Nacional Autónoma de México (UNAM). Obtuvo su título profesional en 1952 con la tesis Historia y elementos de la sociedad mercantil. Posteriormente realizó una maestría y un doctorado los cuales obtuvo con mención honorífica. Realizó estudios posdoctorales en la Universidad Harvard en Massachusetts y en la Academia Interamericana de Derecho Comparado en La Habana. 
Durante más de cincuenta años impartió cátedra en su alma mater de Derecho Procesal Civil y Teoría General del Proceso. Como profesor invitado impartió cursos y seminarios en la Benemérita Universidad Autónoma de Puebla, en la Universidad de Sonora, en la Universidad Autónoma de Sinaloa, la Universidad de Guadalajara, en la Universidad de Colima, en la Universidad Autónoma de Guerrero, en la Universidad Autónoma Benito Juárez de Oaxaca, en la Universidad Autónoma de Chiapas, en la Universidad Autónoma de Chihuahua, en la Universidad Autónoma de Coahuila, en la Universidad Autónoma de Nuevo León, en la Universidad Autónoma de Tamaulipas y en la Universidad Autónoma del Estado de México entre otras.

## Investigador y académico
Fue director del Departamento de Asuntos Jurídicos de la Comisión Nacional de Energía Nuclear (CNEN). De 1980 a 1985, fue asesor jurídico de la Cámara de Senadores. Fue también asesor de la Comisión Nacional de Valores, de la Secretaría de Gobernación y del Gobierno del Distrito Federal. Fue uno de los magistrados fundadores del Tribunal de lo Contencioso Electoral Federal y miembro del Consejo Consultivo de Ciencias de la Presidencia de la República.
Participó como ponente en congresos sobre didáctica jurídica en Montevideo (1994), Roma (1995) y Bogotá (1980 y 1996). Fue asesor de los Tribunales Superiores de Justicia de los estados de Coahuila, Michoacán, Morelos, Puebla, Tamaulipas, Sonora y Estado de México.

## Obras publicadas
Fue director por 33 años de la Revista de la Facultad de Derecho de México. Escribió artículos, folletos, traducciones, comentarios bibliográficos, comentarios legislativos, capítulos de libros y libros de texto. Entre sus publicaciones que suman más de 1000 se encuentran:
- Teoría de la composición del litigio, en 1943.
- Los fines del Derecho
- Introducción al estudio del Derecho, en 1943.
- Las fuentes del Derecho, en 1973.
- La elevada concepción e impartición de justicia en algunas organizaciones estatales de Mesoamérica, en 1985.
- La inseminación artificial y sus efectos en el Derecho Civil mexicano: con un proyecto de legislación estatal, coautor en 1991.
- Las partes del proceso, prólogo de Héctor Fix-Zamudio en 2005.

## Premios y distinciones
- Premio “Jorge Sánchez Cordero”.
- Cátedra Extraordinaria “Eduardo García Máynez”.
- Diploma al Mérito Universitario por la Universidad Nacional Autónoma de México (UNAM).
- Profesor Emérito por la Facultad de Derecho de la UNAM.
- Profesor Emérito de la Facultad de Derecho y Ciencias Sociales de la Universidad Autónoma de Tamaulipas.
- Profesor Emérito de la Escuela Libre de Derecho de Sinaloa.
- Premio Nacional de Ciencia y Artes en el área de Historia, Ciencias Sociales y Filosofía por el Gobierno Federal de México en 2000.
- Medalla “Jesús Silva Herzog” por el Gobierno del Distrito Federal.
- Medalla e Insignia de Honor por el Instituto Mexicano de Cultura.
- Medalla al Mérito Jurídico por el Colegio Nacional de Abogados.
- Investigador Emérito del Sistema Nacional de Investigadores del Consejo Nacional de Ciencia y Tecnología.
- Hasta el momento de su muerte fue el único que ostentó la categoría de Profesor Emérito de la Facultad de Derecho de la Universidad Nacional Autónoma de México y además el ser al mismo tiempo Investigador Emérito del Sistema Nacional de Investigadores de la Secretaría de Educación Pública (CONACYT).